# Depo Hostivař
Depo Hostivař je druhým ze tří dep pražského metra a nachází se ve Strašnicích v městské části Praha 10 (malé nezastavěné okrajové části areálu opravárenské základny patří do Malešic a Hostivaře). Ostatními jsou Depo Kačerov a Depo Zličín. Depo Hostivař slouží pro vlaky vypravované na linku A. V provozu je od roku 1985.
Soupravy jezdící na trase A deponují a převážná část jejich oprav a údržby se provádí v depu Hostivař, které je umístěno z větší části ve Strašnicích v obvodě a městské části Praha 10. Rozkládá se na ploše cca 21,5 ha. Deponovací kapacita je 200 elektrických vozů. Plocha halového komplexu (6 hal) je 34 800 m². V halách je celkem 28 kolejí (20 kolejí pro remizování a provozní ošetření - každá o délce 210 m, 5 správkových kolejí, 1 kolej pro mytí, 1 kolej pro ofukování a 1 testovací kolej pro zkoušky elektrických vozů pod vysokým napětím). Hala oprav je vybavena patkovými zvedáky, hříží (zdvihací zařízení určené k vyvazování a zavazování dvojkolí z/do podvozků železničních vozů bez nutnosti zvedat celý vůz) a mostovým jeřábem. Součástí depa je přístavek pomocných provozů, který je vybaven dílnami pro údržbu agregátů pneumatické, elektrické a mechanické výzbroje elektrických vozů. K areálu depa přísluší depo pomocných trakčních prostředků (PTP), kde se provádí údržba a opravy lokomotiv, speciálních a drobných vozidel metra. Plocha depa pomocných trakčních prostředků je 1 900 m², v hale jsou 3 koleje. V blízkosti depa je umístěna požární stanice HZS DP-M. Z vjezdového zhlaví depa odbočuje kolej k opravárenské základně metra (OZM).

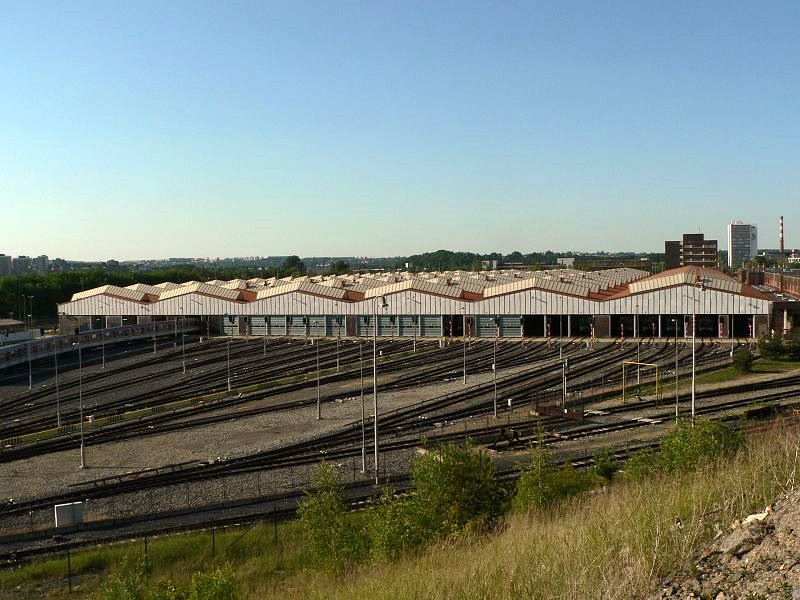
Depo Hostivař

Spojovací trať do depa Hostivař se od trati A odděluje za stanicí Strašnická, hlavní trať má pokračovat přes západ Zahradního Města do Hostivaře. Na spojce byla 4. července 1990 otevřena stanice Skalka. 26. května 2006 byla v západní hale depa (bývalé myčce) otevřena stanice Depo Hostivař.
Depo bylo dříve připojeno vlečkou s dvojí úvratí do nádraží Praha-Hostivař. Vlečka byla roku 2009 snesena.